# Wahlkreis Florenz 1
Der Wahlkreis Florenz 1 war von 1993 bis 2005 ein Wahlkreis (italienisch collegio elettorale) für die Wahl der Abgeordnetenkammer.

## Wahlkreisgebiet
| Wahlkreise – Camera dei deputati – Toskana | Wahlkreise – Camera dei deputati – Toskana | Wahlkreise – Camera dei deputati – Toskana |
| Provinz                                    | Provinz                                    | Gemeinden nach Provinzen ⮞ Wahlkreis |
| ------------------------------------------ | ------------------------------------------ | --- |
|                                            | Provinz Arezzo (39 Gemeinden)              | 11 ⮞ Wahlkreis Arezzo 21 ⮞ Wahlkreis Montevarchi 7 ⮞ Wahlkreis Cortona |
|                                            | Provinz Florenz (44 Gemeinden)             | Teil von Florenz ⮞ Wahlkreis Florenz 1 Teil von Florenz ⮞ Wahlkreis Florenz 2 Teil von Florenz ⮞ Wahlkreis Florenz 3 14 + Teil von Florenz ⮞ Wahlkreis Florenz – Pontassieve 10 ⮞ Wahlkreis Bagno a Ripoli 8 ⮞ Wahlkreis Empoli 6 ⮞ Wahlkreis Scandicci 5 ⮞ Wahlkreis Sesto Fiorentino |
|                                            | Provinz Grosseto (28 Gemeinden)            | 10 ⮞ Wahlkreis Grosseto 17 ⮞ Wahlkreis Massa Marittima 1 ⮞ Wahlkreis Piombino |
|                                            | Provinz Livorno (20 Gemeinden)             | 1 + Teil von Livorno ⮞ Wahlkreis Livorno – Collesalvetti 2 + Teil von Livorno ⮞ Wahlkreis Livorno – Rosignano Marittimo 16 ⮞ Wahlkreis Piombino |
|                                            | Provinz Lucca (35 Gemeinden)               | 3 ⮞ Wahlkreis Lucca 26 ⮞ Wahlkreis Capannori 4 ⮞ Wahlkreis Viareggio 2 ⮞ Wahlkreis Massa |
|                                            | Provinz Massa-Carrara (17 Gemeinden)       | 2 ⮞ Wahlkreis Massa 15 ⮞ Wahlkreis Carrara |
|                                            | Provinz Pisa (39 Gemeinden)                | 3 ⮞ Wahlkreis Pisa 10 ⮞ Wahlkreis Cascina 25 ⮞ Wahlkreis Pontedera 1 ⮞ Wahlkreis Viareggio |
|                                            | Provinz Pistoia (22 Gemeinden)             | 8 ⮞ Wahlkreis Pistoia 12 ⮞ Wahlkreis Montecatini Terme 2 ⮞ Wahlkreis Prato – Montemurlo |
|                                            | Provinz Prato (7 Gemeinden)                | 2 + Teil von Prato ⮞ Wahlkreis Prato – Carmignano 4 + Teil von Prato ⮞ Wahlkreis Prato – Montemurlo |
|                                            | Provinz Siena (36 Gemeinden)               | 11 ⮞ Wahlkreis Siena 11 ⮞ Wahlkreis Cortona 14 ⮞ Wahlkreis Massa Marittima |

Der Wahlkreis umfasste den Teil der Gemeinde Florenz, der den folgenden ehemaligen Stadtbezirken (Circoscrizioni) entsprach: Stazione – Santa Croce (Circoscrizione 1), San Gallo – Le Cure (Circoscrizione 11), Oberdan – San Salvi (Circoscrizione 12) und Campo di Marte – San Gervasio (Circoscrizione 13).

## Wahlergebnisse

### Parlamentswahl 1994

#### Direktstimmen
| Kandidaten               | Kandidaten              | Parteien                                 | Stimmen | %    |
| ------------------------ | ----------------------- | ---------------------------------------- | ------- | ---- |
|                          | Luigi Berlinguergewählt | Progressisti                             | 34.218  | 42,0 |
|                          | Umberto Cecchi          | Polo delle Libertà (FI – LN – CCD – UdC) | 19.369  | 23,7 |
|                          | Alberto Tirelli         | Patto per l’Italia                       | 13.491  | 16,5 |
|                          | Marco Cellai            | Alleanza Nazionale                       | 11.522  | 14,1 |
|                          | Arnaldo Melloni         | Lista Marco Pannella – Riformatori       | 2.954   | 3,6  |
| Gesamt                   | Gesamt                  | Gesamt                                   | 81.554  | 100  |
|                          |                         |                                          |         |      |
| Ungültige Stimmen        | Ungültige Stimmen       | Ungültige Stimmen                        | 2.995   | 3,5  |
| Wähler                   | Wähler                  | Wähler                                   | 84.549  | 88,3 |
| Wahlberechtigte          | Wahlberechtigte         | Wahlberechtigte                          | 95.725  |      |
|                          |                         |                                          |         |      |
| Quelle: Innenministerium |                         |                                          |         |      |

#### Listenstimmen
| Parteien                             | Parteien                        | Parteien                           | Stimmen | %    |
| ------------------------------------ | ------------------------------- | ---------------------------------- | ------- | ---- |
|                                      | Progressisti                    | Partito Democratico della Sinistra | 21.045  | 25,7 |
| Partito della Rifondazione Comunista | Progressisti                    | 6.028                              | 7,4     |      |
| Federazione dei Verdi                | Progressisti                    | 2.584                              | 3,2     |      |
| La Rete                              | Progressisti                    | 2.068                              | 2,5     |      |
| Partito Socialista Italiano          | Progressisti                    | 2.048                              | 2,5     |      |
| Alleanza Democratica                 | Progressisti                    | 2.007                              | 2,4     |      |
| ↳ Gesamt                             | Progressisti                    | 35.780                             | 43,6    |      |
|                                      | Polo delle Libertà              | Forza Italia                       | 15.850  | 19,3 |
| Lega Nord                            | Polo delle Libertà              | 1.726                              | 2,1     |      |
| ↳ Gesamt                             | Polo delle Libertà              | 17.576                             | 21,4    |      |
|                                      | Patto per l’Italia              | Partito Popolare Italiano          | 6.156   | 7,5  |
| Patto Segni                          | Patto per l’Italia              | 6.101                              | 7,4     |      |
| ↳ Gesamt                             | Patto per l’Italia              | 12.257                             | 14,9    |      |
|                                      | Alleanza Nazionale              | Alleanza Nazionale                 | 11.162  | 13,6 |
|                                      | Lista Marco Pannella            | Lista Marco Pannella               | 4.889   | 6,0  |
|                                      | Socialdemocrazia per le Libertà | Socialdemocrazia per le Libertà    | 266     | 0,3  |
|                                      | Insieme per lo Sviluppo         | Insieme per lo Sviluppo            | 59      | 0,1  |
| Gesamt                               | Gesamt                          | Gesamt                             | 81.989  | 100  |
|                                      |                                 |                                    |         |      |
| Ungültige Stimmen                    | Ungültige Stimmen               | Ungültige Stimmen                  | 2.560   | 3,0  |
| Wähler                               | Wähler                          | Wähler                             | 84.549  | 88,3 |
| Wahlberechtigte                      | Wahlberechtigte                 | Wahlberechtigte                    | 95.725  |      |
|                                      |                                 |                                    |         |      |
| Quelle: Innenministerium             |                                 |                                    |         |      |

### Parlamentswahl 1996

#### Direktstimmen
| Kandidaten               | Kandidaten              | Parteien            | Stimmen | %    |
| ------------------------ | ----------------------- | ------------------- | ------- | ---- |
|                          | Luigi Berlinguergewählt | L’Ulivo             | 40.850  | 54,3 |
|                          | Gianfranco Michelini    | Polo per le Libertà | 30.405  | 40,4 |
|                          | Romolo Paolinelli       | Fiamma Tricolore    | 1.963   | 2,6  |
|                          | Simone Enrico Gnaga     | Lega Nord           | 1.402   | 1,9  |
|                          | Paolo Vecchi            | Partito Umanista    | 617     | 0,8  |
| Gesamt                   | Gesamt                  | Gesamt              | 75.237  | 100  |
|                          |                         |                     |         |      |
| Ungültige Stimmen        | Ungültige Stimmen       | Ungültige Stimmen   | 3.764   | 4,8  |
| Wähler                   | Wähler                  | Wähler              | 79.001  | 85,9 |
| Wahlberechtigte          | Wahlberechtigte         | Wahlberechtigte     | 91.956  |      |
|                          |                         |                     |         |      |
| Quelle: Innenministerium |                         |                     |         |      |

#### Listenstimmen
| Parteien                                          | Parteien                             | Parteien                             | Stimmen | %    |
| ------------------------------------------------- | ------------------------------------ | ------------------------------------ | ------- | ---- |
|                                                   | L’Ulivo                              | Partito Democratico della Sinistra   | 21.924  | 28,8 |
| Rinnovamento Italiano                             | L’Ulivo                              | 5.302                                | 7,0     |      |
| Popolari per Prodi (PPI – SVP – PRI – UD – Prodi) | L’Ulivo                              | 4.111                                | 5,4     |      |
| Federazione dei Verdi                             | L’Ulivo                              | 2.124                                | 2,8     |      |
| ↳ Gesamt                                          | L’Ulivo                              | 33.461                               | 43,9    |      |
|                                                   | Polo per le Libertà                  | Alleanza Nazionale                   | 14.877  | 19,5 |
| Forza Italia                                      | Polo per le Libertà                  | 11.347                               | 14,9    |      |
| CCD – CDU                                         | Polo per le Libertà                  | 3.861                                | 5,1     |      |
| ↳ Gesamt                                          | Polo per le Libertà                  | 30.085                               | 39,5    |      |
|                                                   | Partito della Rifondazione Comunista | Partito della Rifondazione Comunista | 7.068   | 9,3  |
|                                                   | Lista Pannella – Sgarbi              | Lista Pannella – Sgarbi              | 2.605   | 3,4  |
|                                                   | Lega Nord                            | Lega Nord                            | 1.195   | 1,6  |
|                                                   | Fiamma Tricolore                     | Fiamma Tricolore                     | 612     | 0,8  |
|                                                   | Partito Socialista                   | Partito Socialista                   | 488     | 0,6  |
|                                                   | Movimento Autonomista Toscano        | Movimento Autonomista Toscano        | 333     | 0,4  |
|                                                   | Partito Umanista                     | Partito Umanista                     | 217     | 0,3  |
|                                                   | Mani Pulite                          | Mani Pulite                          | 149     | 0,2  |
| Gesamt                                            | Gesamt                               | Gesamt                               | 76.213  | 100  |
|                                                   |                                      |                                      |         |      |
| Ungültige Stimmen                                 | Ungültige Stimmen                    | Ungültige Stimmen                    | 2.746   | 3,5  |
| Wähler                                            | Wähler                               | Wähler                               | 78.959  | 85,9 |
| Wahlberechtigte                                   | Wahlberechtigte                      | Wahlberechtigte                      | 91.956  |      |
|                                                   |                                      |                                      |         |      |
| Quelle: Innenministerium                          |                                      |                                      |         |      |

### Parlamentswahl 2001

#### Direktstimmen
| Kandidaten               | Kandidaten           | Parteien           | Stimmen | %    |
| ------------------------ | -------------------- | ------------------ | ------- | ---- |
|                          | Vannino Chitigewählt | L’Ulivo            | 37.163  | 52,3 |
|                          | Denis Verdini        | Casa delle Libertà | 28.310  | 39,8 |
|                          | Matteo Mecacci       | Lista Emma Bonino  | 2.205   | 3,1  |
|                          | Gianni Galli         | Democrazia Europea | 1.743   | 2,5  |
|                          | David Badini         | Lista Di Pietro    | 1.678   | 2,4  |
| Gesamt                   | Gesamt               | Gesamt             | 71.099  | 100  |
|                          |                      |                    |         |      |
| Ungültige Stimmen        | Ungültige Stimmen    | Ungültige Stimmen  | 2.414   | 3,3  |
| Wähler                   | Wähler               | Wähler             | 73.513  | 84,5 |
| Wahlberechtigte          | Wahlberechtigte      | Wahlberechtigte    | 87.037  |      |
|                          |                      |                    |         |      |
| Quelle: Innenministerium |                      |                    |         |      |

#### Listenstimmen
| Parteien                               | Parteien                             | Parteien                             | Stimmen | %    |
| -------------------------------------- | ------------------------------------ | ------------------------------------ | ------- | ---- |
|                                        | L’Ulivo                              | Democratici di Sinistra              | 19.902  | 27,9 |
| La Margherita (Dem – PPI – RI – Udeur) | L’Ulivo                              | 8.596                                | 12,0    |      |
| Il Girasole (FdV – SDI)                | L’Ulivo                              | 1.938                                | 2,7     |      |
| Partito dei Comunisti Italiani         | L’Ulivo                              | 1.587                                | 2,2     |      |
| ↳ Gesamt                               | L’Ulivo                              | 32.023                               | 44,8    |      |
|                                        | Casa delle Libertà                   | Forza Italia                         | 16.518  | 23,1 |
| Alleanza Nazionale                     | Casa delle Libertà                   | 10.688                               | 15,0    |      |
| CCD – CDU                              | Casa delle Libertà                   | 1.745                                | 2,4     |      |
| Lega Nord                              | Casa delle Libertà                   | 356                                  | 0,5     |      |
| Nuovo PSI                              | Casa delle Libertà                   | 340                                  | 0,5     |      |
| ↳ Gesamt                               | Casa delle Libertà                   | 29.647                               | 41,5    |      |
|                                        | Partito della Rifondazione Comunista | Partito della Rifondazione Comunista | 4.130   | 5,8  |
|                                        | Lista Emma Bonino                    | Lista Emma Bonino                    | 2.497   | 3,5  |
|                                        | Lista Di Pietro                      | Lista Di Pietro                      | 2.026   | 2,8  |
|                                        | Democrazia Europea                   | Democrazia Europea                   | 999     | 1,4  |
|                                        | Comunismo                            | Comunismo                            | 93      | 0,1  |
|                                        | Abolizione Scorporo                  | Abolizione Scorporo                  | 36      | 0,1  |
| Gesamt                                 | Gesamt                               | Gesamt                               | 71.451  | 100  |
|                                        |                                      |                                      |         |      |
| Ungültige Stimmen                      | Ungültige Stimmen                    | Ungültige Stimmen                    | 2.075   | 2,8  |
| Wähler                                 | Wähler                               | Wähler                               | 73.526  | 84,5 |
| Wahlberechtigte                        | Wahlberechtigte                      | Wahlberechtigte                      | 87.037  |      |
|                                        |                                      |                                      |         |      |
| Quelle: Innenministerium               |                                      |                                      |         |      |